# Sindrome post-terapia intensiva
(B.Volk e F. Grassi, Am Fam Physician. 2009)

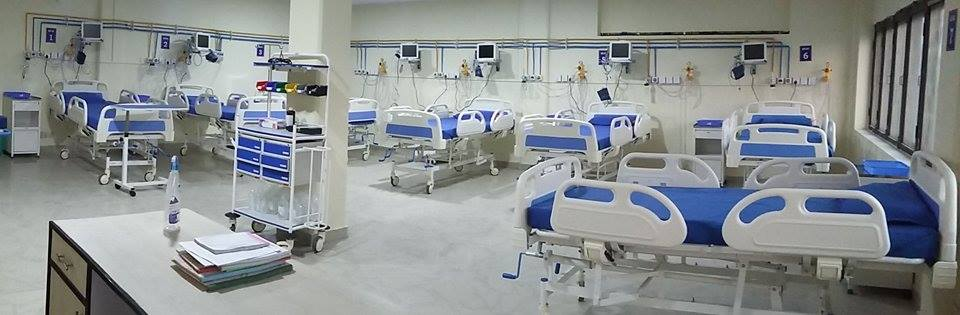
Una sala di terapia intensiva

La sindrome post-terapia intensiva (PICS, Post-intensive care syndrome) descrive una serie di disturbi clinici comuni ai pazienti che sopravvivono alle patologie critiche e alle cure intensive.
Gli esiti a breve termine dei pazienti in terapia intensiva sono notevolmente migliorati negli ultimi decenni, ma è sempre più noto che molti sopravvissuti alla terapia intensiva sperimentano cali del proprio funzionamento fisico e cognitivo che persistono ben oltre il loro ricovero in acuto. In generale, la PICS va considerata come una condizione diversa da quella sperimentata da coloro che sopravvivono a malattie critiche e cure intensive dovute a trauma cranico o ictus.
I miglioramenti nella sopravvivenza dopo una malattia critica hanno portato a ricerche incentrate sugli esiti a lungo termine per questi pazienti. Questa migliore sopravvivenza ha anche portato alla scoperta di significative disabilità funzionali di cui soffrono molti sopravvissuti a malattie critiche.

## Storia ed epidemiologia
Il termine PICS è nato intorno al 2010, almeno in parte, per aumentare la consapevolezza delle importanti disfunzioni a lungo termine derivanti dal trattamento in unità di terapia intensiva (ICU). La consapevolezza di queste disabilità funzionali a lungo termine è in crescita e la ricerca è in corso per chiarire ulteriormente lo spettro di disabilità e per trovare modi più efficaci per prevenire queste complicazioni a lungo termine e per trattare più efficacemente il recupero funzionale. Una maggiore consapevolezza nella comunità medica ha anche evidenziato la necessità di più risorse finalizzate ad identificare e trattare più efficacemente i pazienti con PICS dopo essere sopravvissuti a una malattia critica.

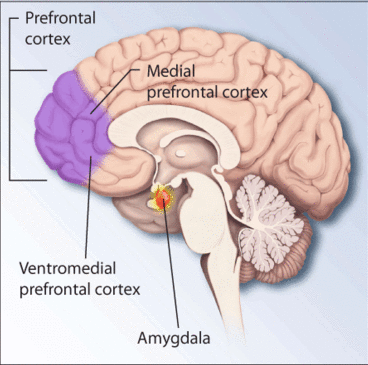
Aree cerebrali coinvolte nel PTSD

Le sequele psichiatriche, tra cui ansia, depressione e disturbo da stress post-traumatico (PTSD), sono prevalenti sia tra i sopravvissuti della terapia intensiva ma anche nei loro familiari. Nei bambini che sono stati in terapia intensiva il recupero influisce inevitabilmente sull'intero nucleo familiare; spesso i genitori di bambini in condizioni critiche devono ridurre l'orario di lavoro o ritirarsi completamente dal lavoro, con conseguenze finanziarie e psicologiche che persistono a lungo dopo la malattia.
Il National Institute for Health Research del Regno Unito indica che nei soggetti affetti da sindrome post-COVID-19 la PICS è una sindrome frequente.
Poiché la maggior parte della letteratura nella medicina di terapia intensiva è focalizzata sui risultati a breve termine (ad es. la sopravvivenza), l'attuale comprensione della PICS è relativamente limitata.

## Eziologia
La sedazione profonda e l'immobilizzazione prolungata sembrano essere le cause più comuni tra i pazienti che soffrono di PICS.

## Clinica
La gamma di sintomi che la PICS presenta rientra in tre grandi categorie: deterioramento fisico, deterioramento cognitivo e deterioramento psichiatrico. Una persona con PICS può presentare i sintomi di una o più di una di queste categorie. Ricerche suggeriscono che vi è una significativa sovrapposizione tra le tre grandi categorie di sintomi.
La forma più nota della sindrome è la disfunzione fisica comunemente nota come “debolezza acquisita in terapia intensiva”.
Gli altri disturbi fisici, cognitivi e mentali sono meno conosciuti e necessitano di ulteriori ricerche per essere compresi meglio compresi; a questi si devono aggiungere le sequele nei familiari dei soggetti che sono transitati dalla terapia intensiva.

### Patologie fisiche
- Debolezza muscolare
- Diminuzione della mobilità
- Fatica
- Insonnia
- Respirazione difficoltosa

### Patologie psichiche e cognitive
- Ansia
- Disturbo depressivo
- Diminuzione della motivazione
- Disturbo da stress post-traumatico (incubi, ricordi indesiderati)
- Diminuzione della memoria, problemi di pensiero
- Difficoltà a parlare
- Dimenticanza
- Poca concentrazione
- Problemi di organizzazione e risoluzione dei problemi

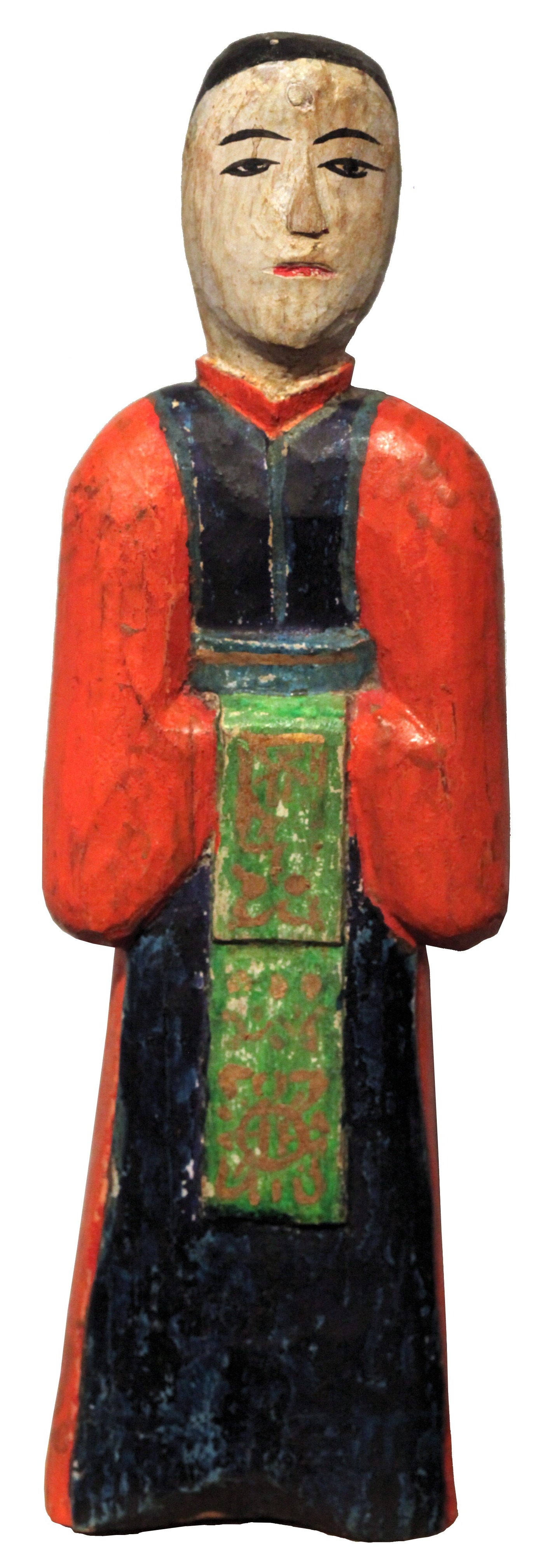
Kkoktu figura di un caregiver. - Corea, XVIII secolo. - In mostra allo Spurlock Museum, Urbana-Champaign, Illinois, USA.

### Alterazioni familiari
I caregiver che forniscono le cure e il supporto necessari ai pazienti dimessi dalla terapia intensiva possono anche sviluppare alcuni degli stessi sintomi mentali ed emotivi della PICS. Questa condizione è chiamata PICS-famigliare  (PICS-F).
- Ansia e / o depressione
- Cambiamenti nel sonno
- Disturbo post traumatico da stress
- Dolore
- Fatica
- Sentirsi sopraffatto

## Prevenzione
Nella gestione della PICS la prevenzione è da preferire per quanto possibile alle cure; essa prevede, secondo l'acronimo “ABCDE”: Awakening, Breathing, Coordination, Delirium, Early.
A) Risveglio (utilizzando una sedazione leggera o minima);
B) Respiro (prove di respirazione spontanea);
C) Coordinamento delle cure e comunicazione tra le varie discipline;
D) Monitoraggio del delirium, valutazione e gestione;
E) Deambulazione precoce in terapia intensiva.